# Revierderby
O Revierderby, também conhecido como dérbi do Ruhr, é como são chamados os confrontos entre Borussia Dortmund e Schalke 04, os dois maiores clubes de futebol da região do Vale do Ruhr – também conhecido em alemão como Revier, uma contração de Bergbaurevier (área de mineração) – na Renânia do Norte-Vestfália, Alemanha. É considerado a maior rivalidade do futebol alemão.
Um dérbi local entre outras equipes do Ruhr (por exemplo, VfL Bochum, MSV Duisburg ou Rot-Weiss Essen) é frequentemente chamado de kleines Revierderby (dérbi menor do Revier).

## História
A rivalidade começou com uma vitória do Schalke 04 por 4–2 em 3 de maio de 1925. O estilo de jogo do Schalke na época foi descrito por um jornal da época como uma "bola errante de um homem para outro" em uma série de passes curtos e planos. O Schalker Kreisel (literalmente: "O pião do Schalke") nasceu. O Schalke venceu todas as três partidas disputadas nos anos 1925-1927. As duas equipes não se encontraram novamente até a criação da Gauliga em 1936
Com a criação da Gauliga em 1936, o Borussia Dortmund desenvolveu uma intensa rivalidade com o Schalke. O Schalke foi o clube alemão mais bem-sucedido da época. O Schalke dominou as primeiras partidas, vencendo 14 partidas e perdendo apenas uma, com uma partida empatou. O gol de August Lenz em 14 de novembro de 1943 garantiu a primeira vitória do Dortmund contra o Schalke. Em 1940, ocorreu a maior goleada da história do derby, quando ocorreu a vitória do Schalke por 10-0 sobre a equipe de Dortmund.
A criação da Bundesliga em 1963 começou com o Dortmund a continuar a sua trajetória vitoriosa, ao vencer 8 dos primeiros 10 encontros.
A vitória do Schalke por 1 a 0 em 20 de abril de 1968 viu o retorno da fortuna do Schalke e a queda de Dortmund. Em 1969, os torcedores Schalke 04 invadiram o gramado do Stadion Rote Erde (antigo estádio do Borussia Dortmund), e os policiais usaram cães para tentar controlar a situação, mas um cão mordeu a mão do Pikner (jogador do Schalke). Em uma derrota do Dortmund por 0–3 em 4 de março de 1972, e consequentemente ocorreu o rebaixamento do clube rebaixamento da liga, as equipes não se enfrentaram novamente até 1975.
Após o retorno do Dortmund à Bundesliga, o gol de Lothar Huber aos 87 minutos em 5 de novembro de 1977 deu ao Dortmund sua primeira vitória sobre o Schalke em quase dez anos. Os anos seguintes pertenceram ao Dortmund, vencendo onze partidas contra seis do Schalke, culminando em uma vitória por 3-2 em uma partida da Copa da Alemanha em 9 de dezembro de 1988. O rebaixamento do Schalke  na temporada 1987–88 para a 2. Bundesliga resultou em essas equipes não jogarem novamente até 1991–92.
Com o Schalke conseguindo apenas três gols nas primeiras quatro partidas após retornar à Bundesliga, o Dortmund parecia seguro de continuar seu sucesso. Em 24 de agosto de 1991, diante de mais de 70.000 torcedores, o ex-meio-campista do Dortmund, o Ingo Anderbrügge, marcou no segundo minuto para colocar o Schalke à frente por 1-0. No entanto, o Dortmund empatou no 36º e o primeiro tempo terminou com o empate em 1–1. Na 2ª parte, o Schalke explodiu, vencendo o Dortmund por 5–2. O sucesso geral do Dortmund naquela temporada eclipsou a derrota, vencendo o próximo Revierderby por 2 a 0 e terminando a liga em segundo lugar naquele ano, empatado em pontos, mas perdendo para o VfB Stuttgart no diferencial de gols.

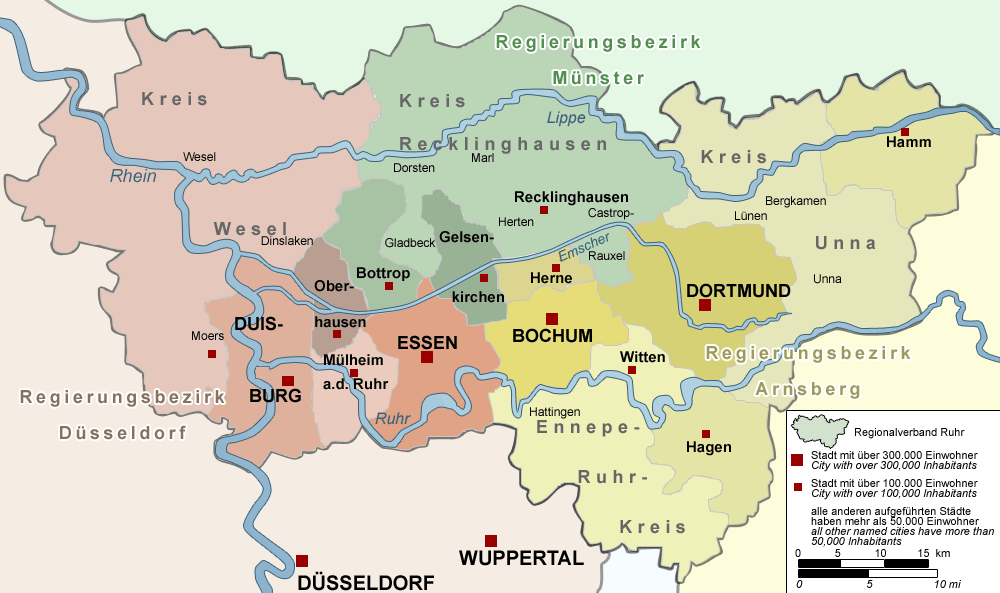
As cidades de Dortmund e Gelsenkirchen são separadas por poucos quilômetros de distância

Nos anos seguintes, o Schalke detém uma pequena vantagem desde 1991, vencendo 11, empatando 14 e perdendo 8 partidas. Apesar do recente sucesso do Schalke no Revierderby , incluindo a derrota de apenas cinco jogos contra o rival de 1999 até 14 de abril de 2012, Dortmund detém a vantagem no sucesso geral durante esta era, ganhando cinco campeonatos da Bundesliga (1994–95, 1995–96, 2001–02, 2010–11 e 2011–12), uma Copa da Alemanha (2011-12), um título da Liga dos Campeões da UEFA (1996–97) e uma Copa Intercontinental (1997) desde 1995, enquanto o Schalke venceu a Copa da UEFA uma vez (1996–97) e a Copa da Alemanha três vezes (2000-01, 2001-02 e 2010-11).
Na temporada 2006–07, o Schalke estava próximo de quebrar um jejum de aproximadamente 49 anos sem vencer o Campeonato Alemão, naquela ocasião era líder com 2 rodadas antes do termino da liga, se vencesse o arquirrival e o Stuttgart fosse derrotado, a equipe azul-real seria campeã da edição da liga, mas o Borussia Dortmund acabou derrotando o Schalke no Signal Iduna Park e o Stuttgart acabou vencendo o seu jogo e se tornou líder do campeonato, e na última rodada foi o campeão.
Em 2017, ocorreu um empate histórico de 4 a 4 entre as duas equipes em Signal Iduna Park, a equipe aurinegra fez 4-0 nos primeiros 25 minutos da partida, mas acabou cedendo o empate com o gol de Naldo nos acréscimos.

## Estatísticas

### Série histórica
| Competição                       | Anos                             | Jogos | Vitórias | Vitórias | Empates | Gols    | Gols     |
| Competição                       | Anos                             | Jogos | Schalke  | Dortmund | Empates | Schalke | Dortmund |
| -------------------------------- | -------------------------------- | ----- | -------- | -------- | ------- | ------- | -------- |
| Bundesliga                       | 1963–atual                       | 98    | 32       | 37       | 31      | 139     | 161      |
| Oberliga West                    | 1947–1963                        | 32    | 7        | 15       | 10      | 46      | 63       |
| Gauliga Westfalen                | 1936–1944                        | 16    | 14       | 1        | 1       | 84      | 11       |
| DFB-Pokal                        | 1975–2000                        | 6     | 3        | 2        | 1       | 10      | 9        |
| DFL-Supercup                     | 2011                             | 1     | 0        | 0        | 1       | 0       | 0        |
| DFL-Ligapokal                    | 2001                             | 1     | 1        | 0        | 0       | 2       | 1        |
| Outras competições               | 1925–1927, 1947                  | 4     | 3        | 1        | 0       | 15      | 7        |
| Total de partidas de competições | Total de partidas de competições | 160   | 60       | 56       | 44      | 296     | 252      |
| Amistosos                        | 1926–2006                        | 24    | 11       | 9        | 4       | 46      | 35       |
| Total                            | Total                            | 184   | 71       | 65       | 48      | 342     | 287      |

### Dados
- Mais partidas no derby pelo Dortmund: Roman Weidenfeller (24)
- Mais partidas no derby do Schalke: Klaus Fichtel (24)
- Mais gols no derby do Dortmund: Lothar Emmerich (10)
- Mais gols no derby do Schalke: Gerhard Kleppinger, Kevin Kurányi, Olaf Thon, Klaus Fischer, Klaas-Jan Huntelaar (5 cada)
- Mais vitórias no derby de Dortmund: Michael Zorc (10)
- Mais vitórias no derby do Schalke: Klaus Fichtel (9)
- Lothar Emmerich é o único jogador que marcou 3 gols em um jogo do Revierderby. (6-2 para o BVB em 12 de novembro de 1966)

Esta seção leva em consideração apenas os dados dos jogos da Bundesliga